# Renault Trafic
Le Renault Trafic est un véhicule utilitaire léger et un minibus fabriqué par le constructeur français Renault depuis 1980, décliné en trois générations successives :
- Renault Trafic I (1980-2000)
- Renault Trafic II (2001-2014)
- Renault Trafic III (2014-)

Les trois générations de Renault Trafic
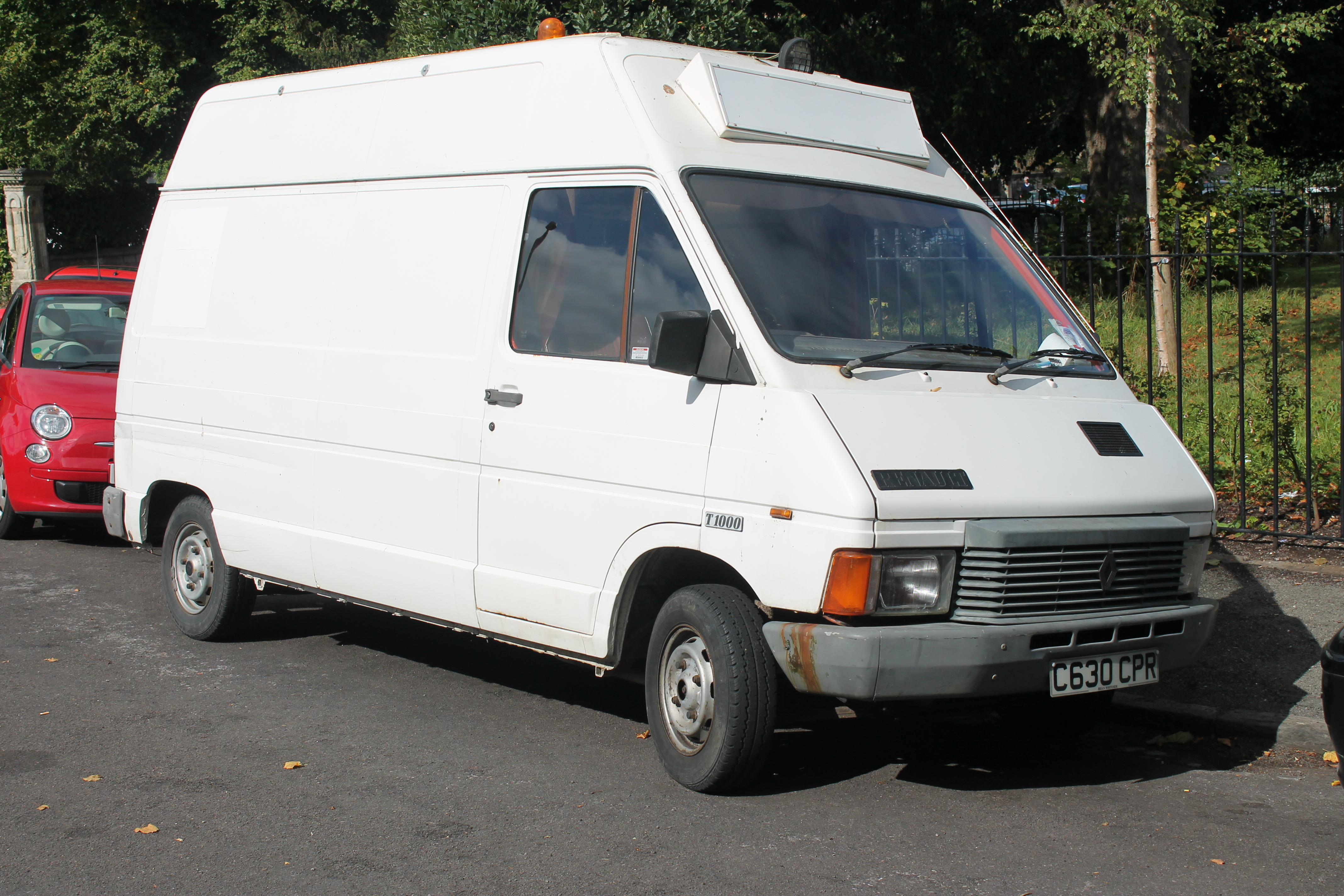
Renault Trafic I
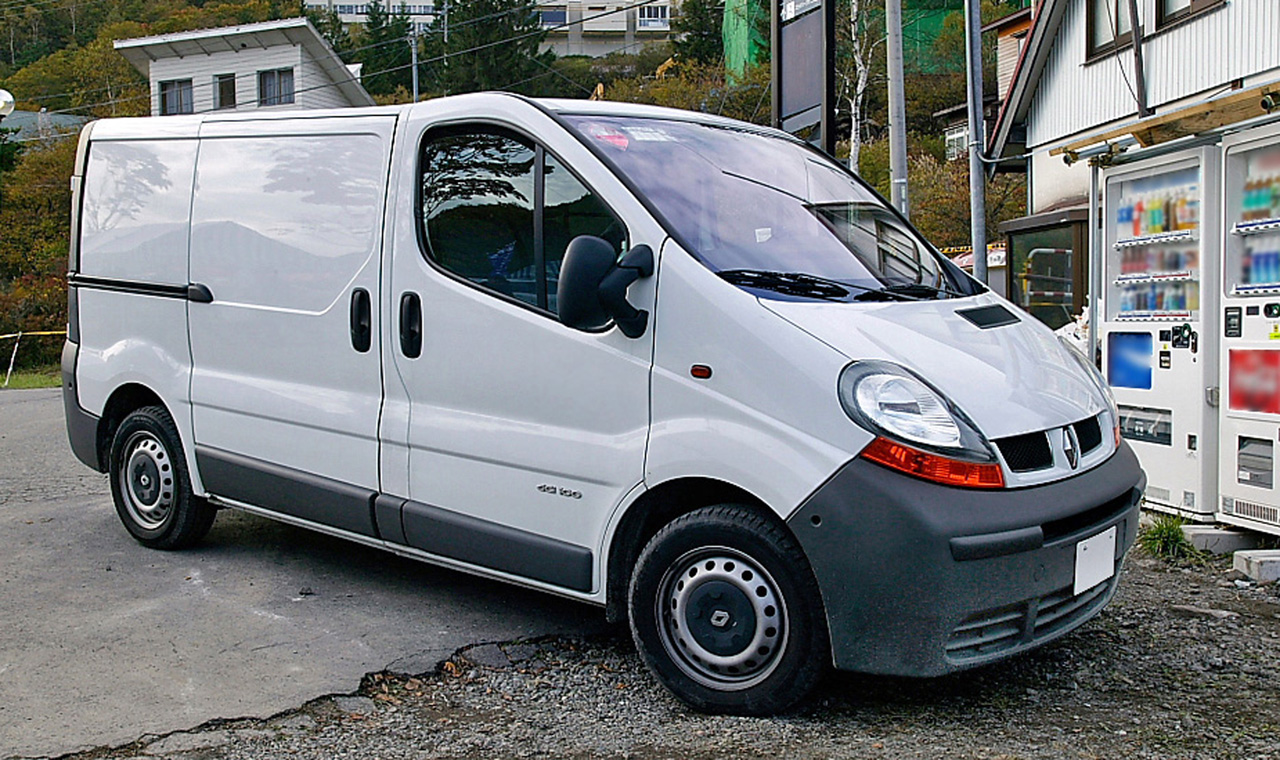
Renault Trafic II
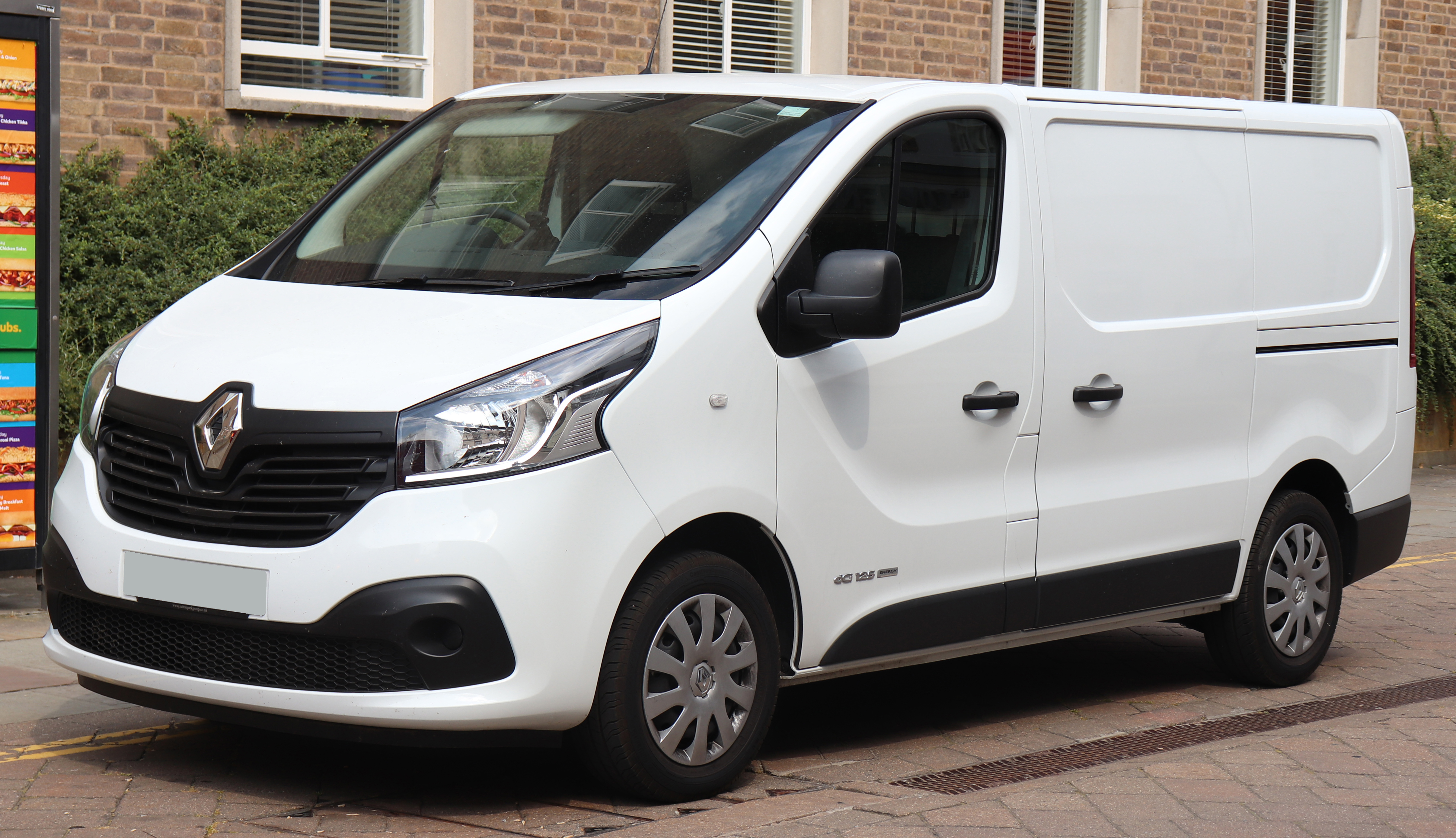
Renault Trafic III